# Измерское сельское поселение
Измерское се́льское поселе́ние (тат. Әҗмәр авыл җирлеге, Äcmär awıl cirlege)— муниципальное образование в Спасском районе Татарстана Российской Федерации.
Административный центр — село Измери.

## История
Статус и границы сельского поселения установлены Законом Республики Татарстан от 31 января 2005 года № 40-ЗРТ «Об установлении границ территорий и статусе муниципального образования "Спасский муниципальный район" и муниципальных образований в его составе».

## Население
| 2010 | 2011 | 2012 | 2013 | 2014 | 2015 | 2016 |
| ---- | ---- | ---- | ---- | ---- | ---- | ---- |
| 741  | ↘739 | ↘727 | ↘717 | ↗719 | ↘716 | ↘706 |
| 2017 | 2018 |      |      |      |      |      |
| ↘700 | ↘697 |      |      |      |      |      |

## Состав сельского поселения
| № | Населённый пункт | Тип населённого пункта       | Население |
| - | ---------------- | ---------------------------- | --------- |
| 1 | Вожи             | село                         |           |
| 2 | Измери           | село, административный центр |           |

## Археология
Измерское селище открыто в 1961 году. Оно интенсивно размывается Куйбышевским водохранилищем. На Измерском селище найдено великоморавское украшение — гомбик. На Измерском селище производились накладки из цветного металла с растительным и геометрическим орнаментом геральдического характера.
В 1995 году Е. П. Казаков открыл древнеугорский Измерский могильник XII века.
В 1981—1982 годах Е. П. Казаков открыл интенсивно разрушающуюся Измерскую палеолитическую стоянку, исследования которой в 1990 годах проводила М. Ш. Галимова.